# 노노시타 쇼지
노노시타 쇼지(일본어: 埜下 荘司, 1970년 5월 24일 ~ )는 일본의 전 축구 선수이다.

## 구단 경력
1993년 J1리그의 감바 오사카에 입단했다. 1996년 요코하마 플뤼겔스로 이적했다. 1998년까지 28경기에 출전하여, 2득점을 넣었다. 1998년 10월 콘사돌레 삿포로로 이적했다. 1998년후 J2리그에 강등했다. 1999년후 현역 은퇴.